# Herman van Veen
Hermannus Jantinus "Herman" van Veen (født 14. marts 1945 i Utrecht) er en hollandsk musiker, skuespiller og producer, kendt for en række folkelige hits i Holland og for sin verdenskendte tegnefilmserie, Alfred J. Kwak.
- Wikimedia Commons har flere filer relateret til Herman van Veen